# Dellwood Park
Jeden z użytkowników Wikipedii oznaczył tę stronę jako kwalifikującą się do natychmiastowego skasowania.
W najbliższym czasie administratorzy Wikipedii zweryfikują to zgłoszenie.
Jeśli nie zgadzasz się z oceną wikipedysty, wypowiedz się na stronie dyskusji. Autorów prosimy o zapoznanie się z informacjami o najczęstszych powodach usuwania artykułów.
Uzasadnienie: Skontrolować
Administratorze! Pamiętaj, żeby przed skasowaniem artykułu sprawdzić linkujące, dyskusję i historię zmian (ostatnia zmiana wykonana przez Antek01).
Dellwood Park to park w Lockport, Illinois. Został założony w latach 1905-06 przez Chicago & Joliet Electric Railway Company, aby pomóc promować pasażerów korzystających z linii. Dellwood Park był jednym z najlepszych miejsc rozrywki, rekreacji i pikników w regionie. Tysiące ludzi przyjeżdżało do parku każdego roku koleją z Chicago i innych okolicznych społeczności. W miesiącach letnich goście korzystali z jeziora, które powstało w wyniku spiętrzenia Long Run Creek, aby pływać i pływać łódką. W miesiącach zimowych goście mogli jeździć na łyżwach po zamarzniętym jeziorze.

## References
Szablon:Reflist
1. ↑  {{{tytuł}}}.tytuł{{Cytuj}} Nieznane pola: 1. Brak numerów stron w książce
2. ↑  http://lockporthistory.org/dellwoodpark/dellwoodpark.htm
3. ↑  https://drloihjournal.blogspot.com/2019/12/dellwood-park-joliet-illinois.html
4. ↑  https://www.patcamallierebooks.com/2015/09/railways-promote-recreation/